# Lunca (gmina C.A. Rosetti)
Lunca – wieś w Rumunii, w okręgu Buzău, w gminie C.A. Rosetti. W 2011 roku liczyła 1060 mieszkańców.